# Nederlanden

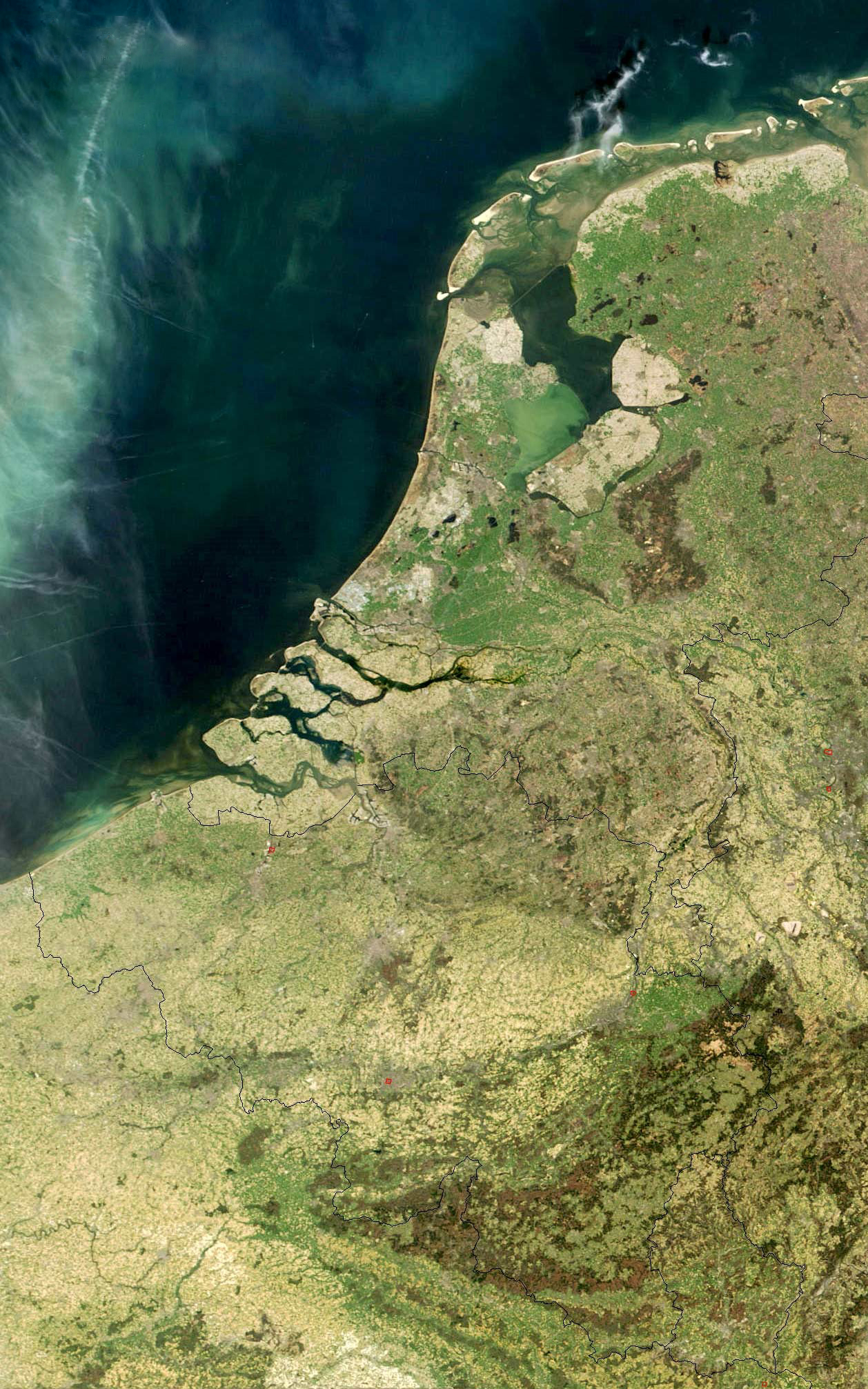
De Lage Landen vanuit de ruimte gezien

De Nederlanden of de Lage Landen is een regio in Noordwest-Europa die ongeveer overeenkomt met de huidige Benelux (België, Nederland en Luxemburg) en de Franse departementen Nord, Pas-de-Calais, het graafschap Artesië en Picardië ten noorden van de Somme.

## Etymologie
Aanvankelijk was de benaming slechts een onderscheid van laaggelegen gebieden in de Duitse landen met hogergelegen Bovenlanden. Vanaf de zestiende eeuw werd de Lage Landen een gangbare benaming voor de Nederlandse gewesten, ook wel aangeduid als Vlaanderen, Nederlanden, Belgium en Pays-Bas. Onderling waren deze benamingen min of meer inwisselbaar. Ook voor de Nederlanden gold aanvankelijk dat Nederlant, Niederland of Niderlant slechts een onderscheid aangaf met hoger gelegen gebieden die wel werden aangeduid met Oberlant ('Opperland').

## Geografie
Met het ontbreken van duidelijke geografische kenmerken in het oosten en zuiden was alleen de Noordzee een duidelijk afgebakende grens. Rond 1400 schreef dan ook een onghenoemt Clerc, geboren vten lagen landen bi der zee een kroniek over de geschiedenis van alleen het graafschap Holland.

## Geschiedenis

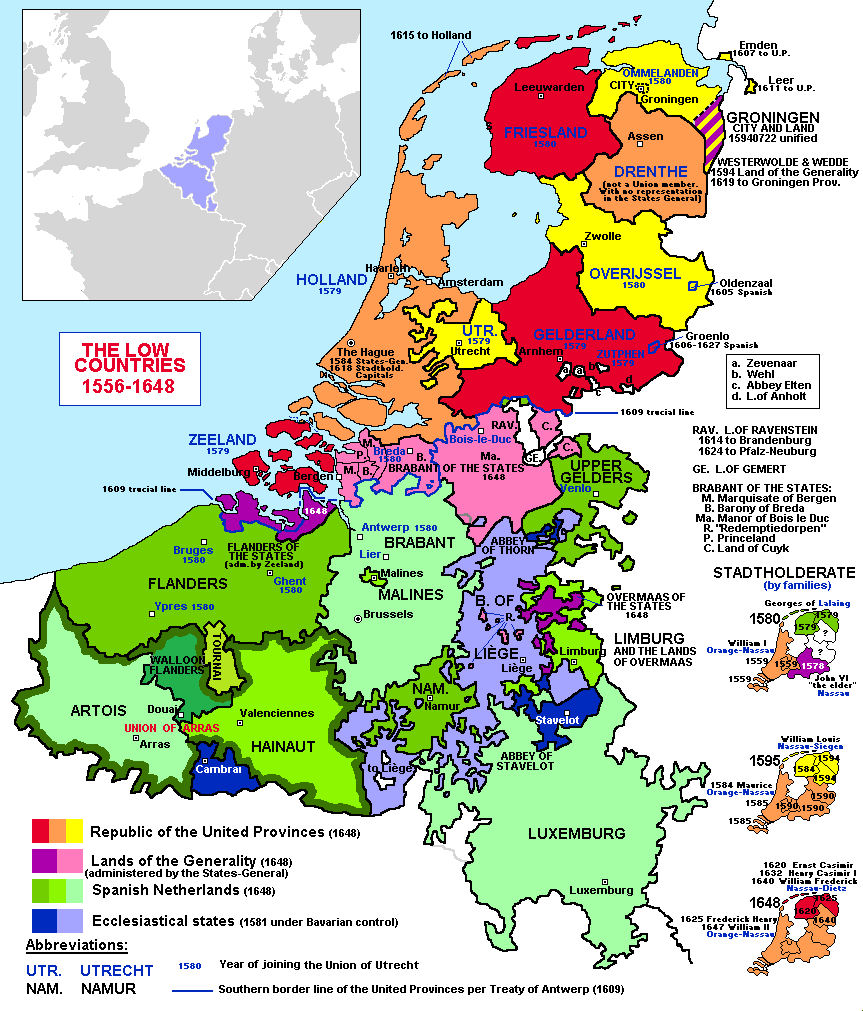
De Nederlanden in de 16e en 17e eeuw

Tijdens de Romeinse tijd bevatte de regio een gemilitariseerde grens en een contactpunt tussen Rome en Germaanse stammen.
Vanaf de 15e eeuw kwamen een steeds groter aantal gewesten in dit gebied onder bestuur van de Bourgondische hertogen en kreeg het naast een geografische ook een politieke betekenis:
- De Nederlanden in de Middeleeuwen
- Bourgondische Nederlanden (1384-1482)
- Habsburgse Nederlanden (1482-1581/1795)
  - Geschiedenis van de Habsburgse Nederlanden (1482-1556)
  - Bourgondische Kreits
  - Zeventien Provinciën (1543-1585)

Ook na het uiteenvallen van dit grotere staatkundige verband bleven afzonderlijke delen zich met de naam Nederlanden aanduiden:
- Zuidelijke Nederlanden (sinds 1581)
  - Spaanse Nederlanden (1555-1713)
  - Oostenrijkse Nederlanden (1714-1789 en 1791-1795)
  - Verenigde Nederlandse Staten (1790)
  - Algemeen Bestuur der Nederlanden (1814-1815)
  - Het prinsbisdom Luik behoorde geografisch tot de Zuidelijke Nederlanden, maar was tot 1795 politiek onafhankelijk.
- Noordelijke Nederlanden (sinds 1581)
  - Republiek der Zeven Verenigde Nederlanden (1581-1795)
  - Soeverein Vorstendom der Verenigde Nederlanden (1813-1815)
  - Koninkrijk der Nederlanden (1830-heden)
- De Noordelijke en Zuidelijke Nederlanden waren kortstondig herenigd als Verenigd Koninkrijk der Nederlanden, tot het ontstaan van België(1815-1830).

Vooral cultureel en taalkundig gezien zijn er daarnaast nog:
- Franse Nederlanden (1659/1677-heden)
- Opper-Gelre (1713-heden)
- Oost-Friesland (1744-heden)
- Tweede deling van Luxemburg (1815-heden)

## Heraldiek

Zeventien Provinciën

Graafschap Artesië
Hertogdom Brabant
Doornik en het Doornikse
Graafschap Vlaanderen
Heerlijkheid Friesland
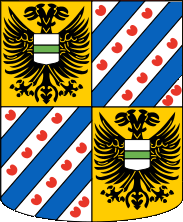
Heerlijkheid Groningen en Ommelanden
Hertogdom Gelre
Graafschap Henegouwen
Graafschap Holland
Hertogdom Limburg
Hertogdom Luxemburg
Heerlijkheid Mechelen
Graafschap Namen
Heerlijkheid Overijssel
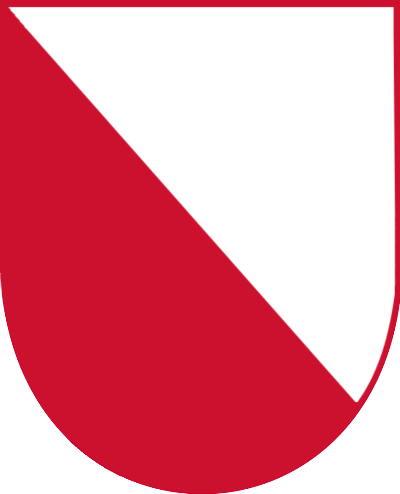
Sticht, later Heerlijkheid Utrecht
Graafschap Zeeland
Graafschap Zutphen

Centraal-Europa ·
Noord-Europa ·
Oost-Europa ·
West-Europa ·
Zuid-Europa ·
Zuidoost-Europa ·
Zuidwest-Europa

Balkan ·
Balticum ·
Britse Eilanden ·
Fennoscandinavië ·
Iberië ·
Kaukasus ·
Nederlanden ·
Noordse landen ·
Romania ·
Scandinavië

MOE-landen ·
Oostblok ·
Westblok